# David Devant
David Devant, bürgerlicher Name David Wighton, (* 22. Februar 1868 in London; † 13. Oktober 1941 in London) war ein britischer Zauberkünstler. Er trat sowohl alleine als auch zusammen mit John Nevil Maskelyne und dessen Sohn Nevil Maskelyne auf. Devant war einer der besten britischen Zauberer seiner Zeit. Mit Nevil Maskelyne zusammen verfasste er das Buch Our Magic, das zu einem Standardwerk der Bühnenzauberei wurde.

## Leben
David Devant – Sohn eines Zeichners mit geringem Einkommen – konnte erst seit dem zehnten Lebensjahr eine Schule besuchen. Er trug während seiner Jugendzeit mit Gelegenheitsjobs zum Lebensunterhalt der Familie bei. Er interessierte sich schon früh für die Zauberkunst, las entsprechende Literatur und besuchte und analysierte Aufführungen von John Nevil Maskelyne und George Cooke als Maskelyne & Cooke in der Egyptian Hall. Im Jahre 1893 wurde er von Maskelyne engagiert und überzeugte ihn von den Möglichkeiten, die der Film für die Bühnenzauberei bot. Unter anderem beschaffte Devant einen Theatrographen, den ersten in England produzierten Filmprojektor von Robert William Paul (1869–1943). Als Cooke 1904 starb, übernahm Devant dessen Rolle in Maskelynes Aufführungen in dem Duo, das jetzt Maskelyne & Devant hieß.
Im Jahre 1905 wurde Devant der erste Präsident der neu gegründeten Zauberervereinigung The Magic Circle. Zusammen mit Johns Sohn Nevil Maskelyne verfasste er 1911 das Buch Our Magic, das die theoretischen und praktischen Grundlagen der Bühnenzauberei beschreibt. Nebenbei trat Devant auch noch mit Nevils Sohn Jasper Maskelyne als „zufälligem Jungen aus dem Publikum“ in London auf, während John auf Tournee war. 1912 und 1913 trat Percy Thomas Tibbles in Devants Illusion Window of a Haunted House auf. Im Jahre 1914 trennten sich Devant und die Maskelynes, und 1920 zog er sich aus gesundheitlichen Gründen aus dem Showgeschäft zurück. David Devant starb 1941 im Londoner Stadtteil Putney.
Devant hat heute einen Platz in der Hall of Fame der Society of American Magicians.

## Schriften
- My Magic Life. Hutchinson, London 1931.